# Kenneth Bowersox
Kenneth Dwane "Sox" Bowersox (14 de novembre de 1956) és un oficial de la Marina dels Estats Units, i antic astronauta de la NASA. És veterà de cinc missions del transbordador espacial i una estada de llarga duració a bord de l'Estació Espacial Internacional.
Bowersox va néixer a Portsmouth (Virgínia), però es considera de Bedford (Indiana) com la seva ciutat natal. Quan era petit, la seva família va viure a Oxnard, Califòrnia durant set anys i va assistir a l'elemental de Rio Real. Bowersox és un Eagle Scout i va obtenir una llicenciatura en enginyeria aeroespacial de l'Acadèmia Naval dels Estats Units abans de rebre la seva comissió el 1978. Va assistir en la U.S. Air Force Test Pilot School i es va graduar en classe 85A. Va servir com a pilot de proves en les aeronaus A-7E i F/A-18, i va ser seleccionat com a candidat d'astronauta en el 1987. Bowersox manté el grau de Capità en la Marina dels Estats Units. Bowersox va volar per primer cop com a pilot en les missions del transbordador espacial STS-50 i STS-61, va comandar les missions STS-73, una missió d'investigació de microgravetat i el STS-82, una missió de reparació del Telescopi Espacial Hubble. També es va enlairar en el STS-113 amb Don Pettit i Nikolai Budarin per una estada de llarga duració a bord de l'ISS com a comandant de l'Expedició 6 a l'ISS en el 2002 i 2003, tornant a bord del Soiuz TMA-1 en lloc del Transbordador Espacial com a resultat de la suspensió dels vols arran de l'accident del Transbordador Espacial Columbia disaster, que va tenir lloc durant l'estada de Bowersox a l'estació.
Bowersox es va retirar de la NASA el 30 de setembre de 2006. El 16 de juny de 2009, va ser nomenat vicepresident de la Seguretat d'Astronautes i Assegurament de la Missió a SpaceX. Va ser inclòs en l'Astronaut Hall of Fame el 8 de juny de 2010, quatre dies després del primer llançament amb èxit del coet Falcon 9 de SpaceX.
Es va informar que el 17 de gener de 2012, que Bowersox va deixar SpaceX a finals de desembre de 2011.